# Geofencing

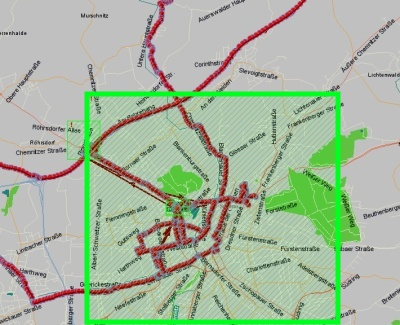
Ein in einem Flottenmanagementsystem programmierter Geofence

Mit Geofencing (Kunstwort aus englisch geographic „geographisch“ und fence „Zaun“) wird das automatisierte Auslösen einer Aktion durch das Überschreiten einer geolokalisierten Begrenzung auf der Erdoberfläche oder in der Luft bezeichnet. In den meisten Fällen definiert die Begrenzung eine geschlossene Fläche, so dass zwischen innen und außen unterschieden werden kann. Beispielsweise kann beim Eintritt in die Fläche oder beim Austritt aus der Fläche eine Benachrichtigung ausgelöst werden. Das beobachtete Objekt muss dazu in regelmäßigen Abständen seine Position senden oder die Abfrage seiner Position von außen ermöglichen. Diese Ortsbestimmung kann über das Mobilfunksystem auf Funkzellenebene oder koordinatenbezogen über ein Navigationssatellitensystem erfolgen.
Als Geofencing-Bereiche können Kreise oder Rechtecke definiert werden; durch Verwendung von Polygonzügen können aber auch komplexe Geometrien, beispielsweise administrative Grenzen, verarbeitet werden. Die Entscheidung, ob sich das beobachtete Objekt innerhalb oder außerhalb des vordefinierten Gebietes befindet, wird mit Hilfe eines Geoinformationssystems getroffen.
Die ausgelöste Aktion kann sich auf eine Benachrichtigung per E-Mail oder SMS beschränken, sie kann bei Fahrzeugen aber auch die Aktivierung einer Wegfahrsperre sein oder auch ein Warnsignal des Gerätes, das dem Anwender die Überschreitung des Bereichs signalisiert. Durch Verwendung von Daten weiterer Sensoren kann die Entscheidung über eine Alarmauslösung differenziert werden.
Je nach Komplexität der Aufgabe werden die Daten von Dritten erhoben und ausgewertet, was, insbesondere bei der Personenüberwachung, mit zusätzlichen datenschutzrechtlichen Fragestellungen verbunden ist.

## Anwendungen
- Überwachung des Einsatzgebietes von Maschinen, z. B. beim Verleih von Baumaschinen, da die Entgelte davon abhängig sein können, oder als Diebstahlschutz.[3]
- Im mobilen Betriebssystem Apple iOS kann man „ortsabhängige Erinnerungen“ anlegen, dafür Umkreise auf einer Karte definieren und wählen, ob die Erinnerung bei Eintritt oder beim Verlassen ausgelöst werden soll.
- Bei Mietwagen wird mit Hilfe von Geofencing sichergestellt, dass die Fahrzeuge nur im Inland verwendet werden.
- Bei Werttransporten wird ein Alarm ausgelöst, wenn sich das Fahrzeug aus einem Korridor entlang der geplanten Route herausbewegt.
- Beschränkung des Luftraums für Drohnen
- Erkennen, ob Kontrollpunkte bei (zeit-)kritischen Transporten erreicht werden.
- Orts- und zielgruppenorientierte Marketingstrategien von Unternehmen
- Geländespiele, bei denen ein sicherer Bereich nicht verlassen werden darf oder wie bei einer Schnitzeljagd bzw. Geocaching ein Zielort gefunden werden muss
- Zusatzalarmierung von Einsatzkräften (Freiwillige Feuerwehr und Katastrophenschutz) via Apps, um z. B. An- und Abwesenheiten der Einsatzkraft oder Entfernung zur Feuerwache bestimmen

## Vor- und Nachteile
Diese Technologie bringt folgende Vorteile mit sich:
- Unternehmen können personalisierte Nachrichten zur Kundengewinnung versenden.
- Physische Standorte lassen sich virtuell repräsentieren.

Nachteilig sind folgende Aspekte:
- Es bestehen datenschutzrechtliche Bedenken bei der Erhebung und Analyse von Bewegungsprofilen.
- Betreten Verbraucher Bereiche, die aufgrund verschiedener Organisationen/Unternehmen von einem Geo-Zaun umgeben sind, nimmt die Anzahl an Benachrichtigungen stark zu.
- kostenintensive Umsetzung
- kostenintensive Pflege[4]

## Grenzen der Technik
Innerhalb von Gebäuden oder Fahrzeugen kann der Empfang der Signale von Navigationssatelliten gestört sein. Dies erschwert beispielsweise das Auffinden von gestohlenen Objekten, wenn sie in einem geschlossenen Lieferwagen transportiert werden, oder macht ein Auffinden sogar unmöglich. Auch der Einsatz von Störeinrichtungen kann den Satellitenempfang verhindern.
Durch das Nachbilden von Signalen von Navigationssatelliten (Spoofing) kann eine andere als die tatsächliche Position vorgetäuscht werden.
In Gebieten, in denen eine schwache Mobilfunkabdeckung herrscht, können die zum Geofencing verwendeten GPS-Empfänger keine Positionsmeldungen mehr absenden.